# Alstom Prima H3
Die Alstom Prima H3, auch als Prima H3 oder Alstom H3 bezeichnet, ist eine von Alstom Stendal entwickelte Rangier-Hybridlokomotive.

## Geschichte

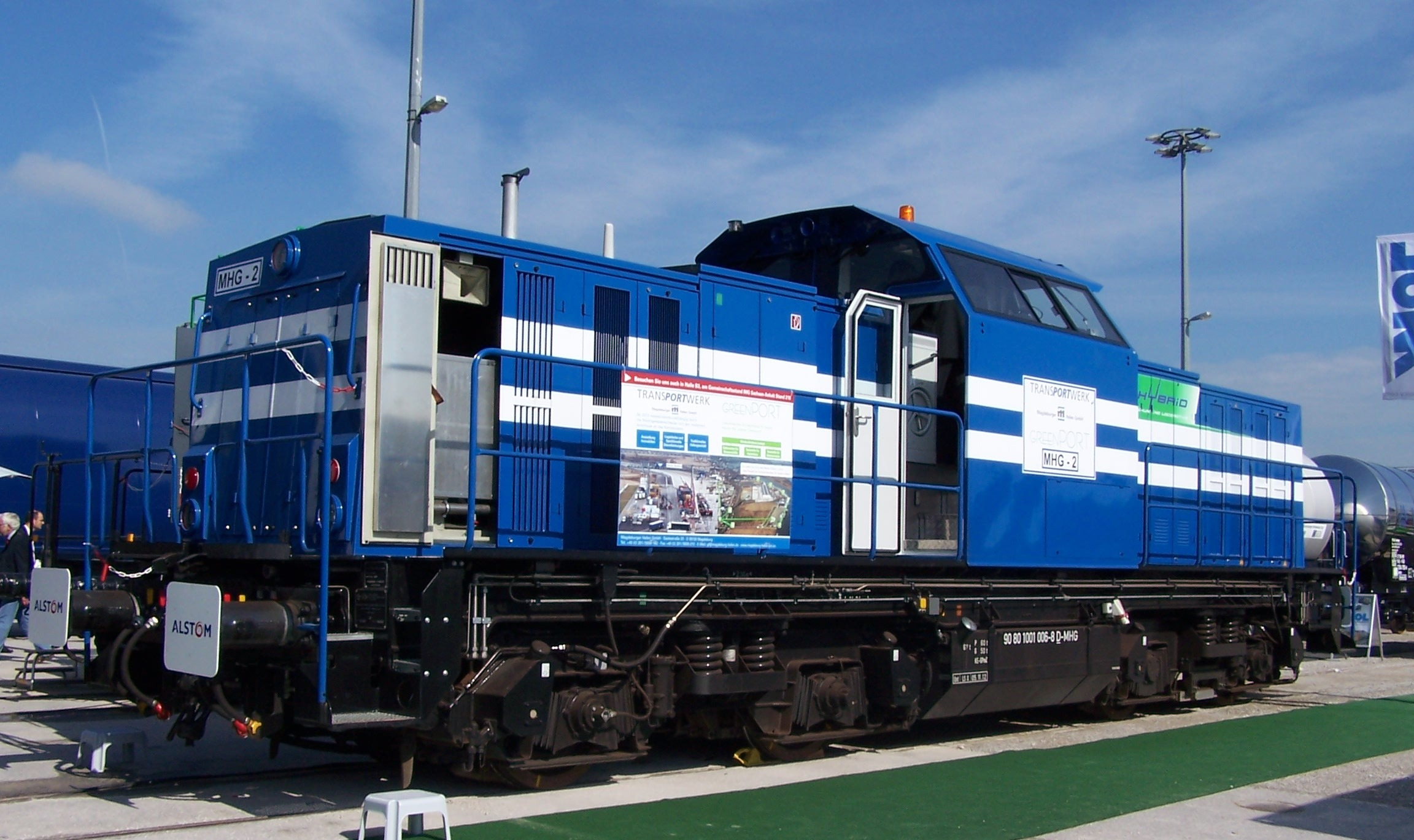
Hybrid-Versuchslokomotive auf Basis der V 100 der Magdeburger Hafengesellschaft (MHG)

2004 begann Alstom mit der Entwicklung einer Hybridlokomotive. Als Versuchsträger diente eine Lokomotivenserie der DR-Baureihe V 100 als Baureihe 203.7, von denen elf Stück gebaut wurden. Der Umbau erfolgte durch ALS - ALSTOM Lokomotiven Service GmbH, Stendal, nach Umbaukonzept "BR 203.7" (Hybridlok).
Auf Basis der gesammelten Erfahrungen wurde die Alstom H3 entwickelt, welche auf der Innotrans 2012 vorgestellt wurde. Im August 2013 bestellte die Deutsche Bahn fünf Prototypen dieser Lokomotive. Das Projekt war eine Initiative der Eco Rail Innovation und wurde mit 600 000 € Fördermitteln vom Land Bayern unterstützt. Es sollte den Nachweis für die technische und wirtschaftliche Serienreife einer Diesellokomotive mit Hybridantrieb im täglichen Einsatz im Rangierdienst nachweisen. Die erste Lokomotive wurde während der Innotrans 2014 an die Deutsche Bahn übergeben.

## Konstruktive Merkmale
Die H3 ist für den Rangierdienst sowie den leichten Streckendienst ausgelegt. Das Fahrzeug besitzt einen Mittelführerstand und drei einzeln gelagerte Achsen, von denen jede einzeln durch einen Asynchronfahrmotor angetrieben wird. Die Achsen sind als hydraulische Radsatzkopplung mit passiver Radialeinstellung ausgelegt. Durch Eindrehen der ersten Achse im Gleisbogen dreht sich die dritte Achse ebenfalls ein, sodass das Fahrzeug reibungsarm sehr kleine Gleisbögen durchfahren kann. Somit werden Geräuschemissionen reduziert und die Infrastruktur des Streckennetzes geschont. Durch diese hydraulische Lösung werden keine elektrischen Sensoren zur Messung benötigt, um auf Basis des Messwertes die andere Achse des Fahrzeuges entsprechend einzudrehen. Die Fahrzeugplattform wurde durch Alstom Stendal vollständig neu entwickelt.

### Motorisierungsvarianten
Die Motorisierung wird in vier Varianten angeboten:
- ein Dieselmotor mit einem 1000-kW-Generator
- Hybrid-Variante mit Dieselmotor und Batterie, 350-kW-Generator. Erfüllt die Abgasnorm 3b.
- zwei Dieselmotoren mit zwei 350-kW-Generatoren
- Akkulokomotive mit 600 kW Leistung

Als Batterien wurden Nickel-Cadmium-Akkumulatoren mit einer Nennkapazität von 170 Amperestunden, mit einer Nennspannung von 600 V, eingesetzt. Die Fahrzeugmasse stieg durch die Batterie um 6,5 Tonnen. Diese Lösung wurde für die ersten produzierten Lokomotiven verwendet, da sie sich beim Versuchsträger bewährt hatte. Seit 2019 werden Neubau-H3 mit Lithium-Ionen-Akkumulatoren ausgerüstet. Die Hybridvariante soll gegenüber herkömmlicher Motorisierung 50 % Kraftstoff und 70 % Emissionen einsparen.
Gegen Ende 2022 wurde im Werk Stendal im Rahmen eines Pressetermines der Prototyp eines mit Wasserstoff betriebenen Fahrzeuges vorgestellt. Dazu wurde bei einem vorhandenen Fahrzeug der Dieselmotor auf den neuen Brennstoff umgestellt. Es ist geplant, im Jahr 2024 diese Antriebstechnik im eigenen Werk und bei den Verkehrsbetrieben Peine-Salzgitter praktisch zu testen.

## Auszeichnungen
Für die Entwicklung der Rangier-Hybridlokomotive H3 wurde Alstom Transport Deutschland im Jahr 2014/2015 mit dem Innovationspreis des Privatbahn Magazin ausgezeichnet.

## Einsatz
2014 waren die ersten Prototypen im Einsatz. Der Einsatz der Serienlokomotiven begann 2015.
Das Volkswagenwerk in Wolfsburg hat 2015 die dritte Lokomotive für den Werksverkehr erhalten.
Audi in Ingolstadt bekam 2015/2016 zwei Lokomotiven.
2016 lieferte Alstom zwei Lokomotiven an die Metrans.
Die Deutsche Anlagen-Leasing bestellte neun Fahrzeuge. Die ersten fünf werden als ALS-Baureihe 1002 durch die DB Regio an den Standorten Würzburg und Nürnberg eingesetzt. Im Juli 2017 wurden in Nürnberg Hbf. die 1002 007 und 008 verwendet. Im Gegensatz zum Typenblatt haben diese Lokomotiven eine Höchstgeschwindigkeit von 60 km/h.
Weitere vier gingen 2017 an den Logistikdienstleister Chemion und kommen in Wesseling und den CHEMPARK-Standorten Leverkusen, Dormagen und Krefeld-Uerdingen zum Einsatz.
SBB Cargo hat seit Sommer 2017 die zwei Lokomotiven 022 und 023 im Einsatz. Sie sollten während zwei Jahren in den Häfen Birsfelden und Kleinhüningen getestet werden. Im Januar 2018 kam noch die 025 als dritte Lokomotive dazu. Sie steht in Wildegg im Einsatz, wo sie im Verschub schwerer Züge mit Aushubmaterial ins Zementwerk tätig ist.
Im Oktober 2018 gab SBB Cargo bekannt, dass sie zwölf weitere Lokomotiven beschafft. Alstom produziert die Hybridlokomotiven und SBB Cargo wird diese von Lok Roll 2 AG für die nächsten zehn Jahre mieten. Ausgeliefert werden die H3-Hybridlokomotiven ab Oktober 2021. Die seit Mitte 2017 von Alstom gemieteten drei Lokomotiven sollten danach zurückgegeben werden, weil sie sich als überdurchschnittlich störanfällig erwiesen.
Im September 2018 erhielt die MEG drei Lokomotiven, zwei weitere sollten 2019 folgen.

## Bilder

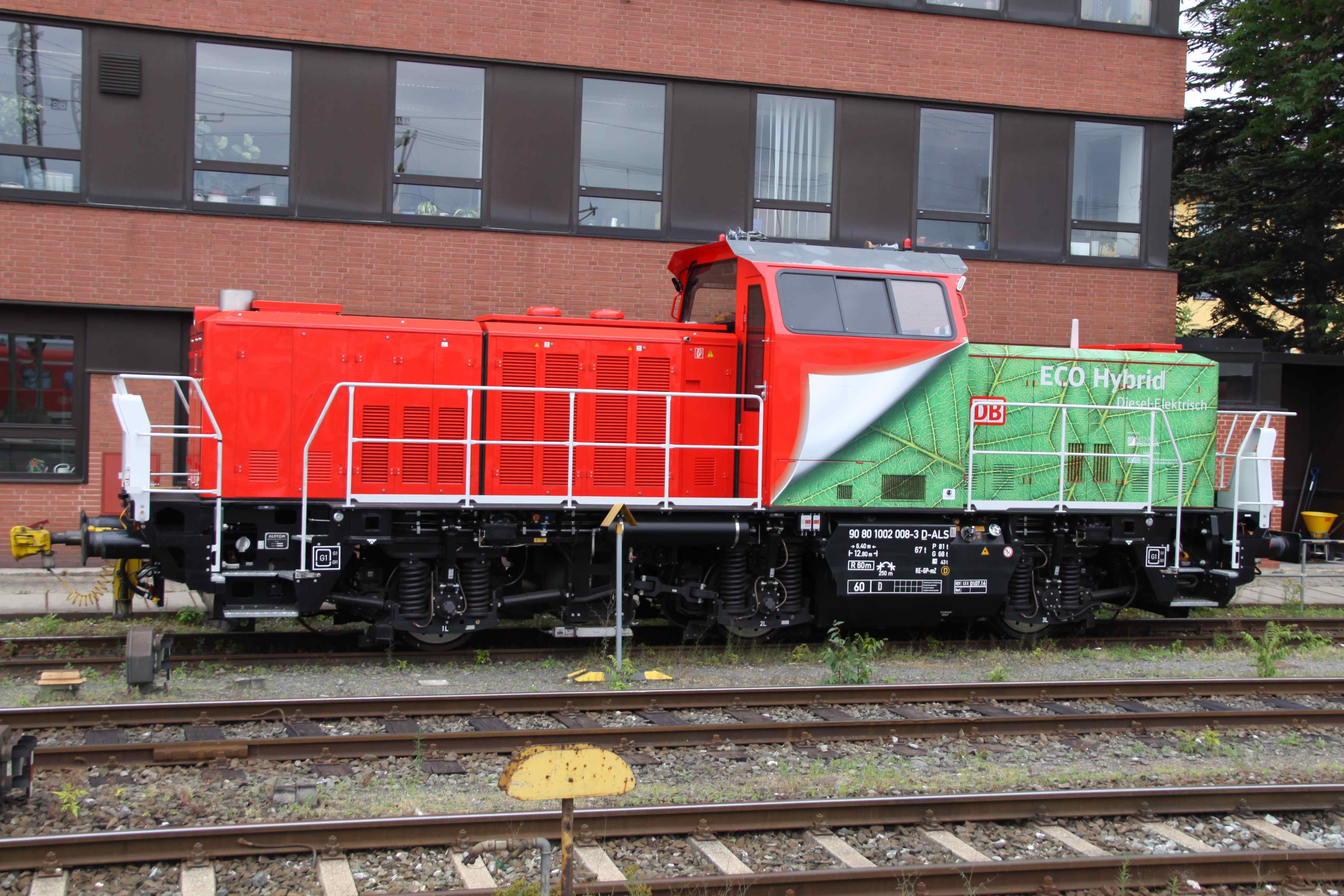
ALS 1002 008 in Nürnberg Hbf
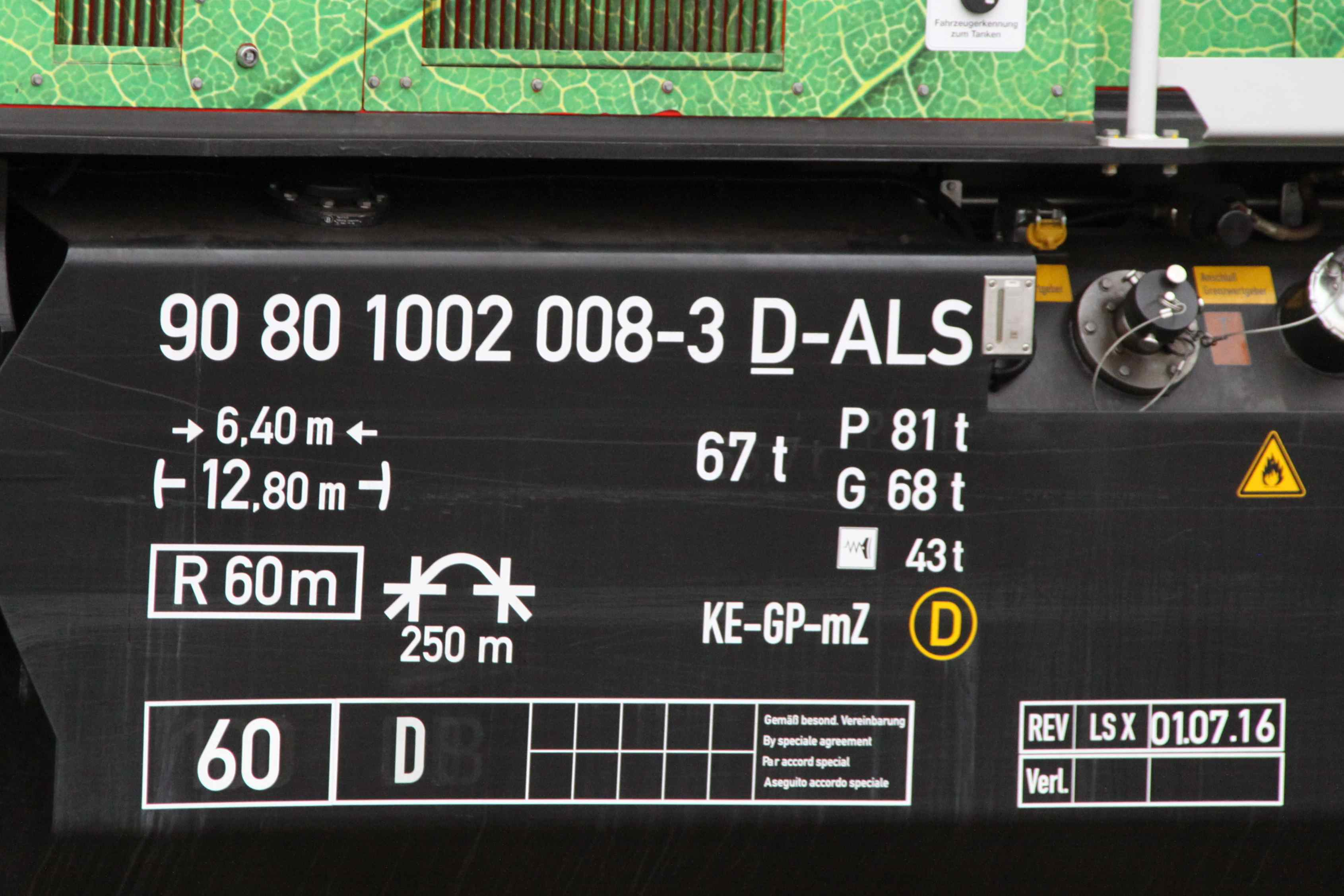
Datenfeld der ALS 1002 008
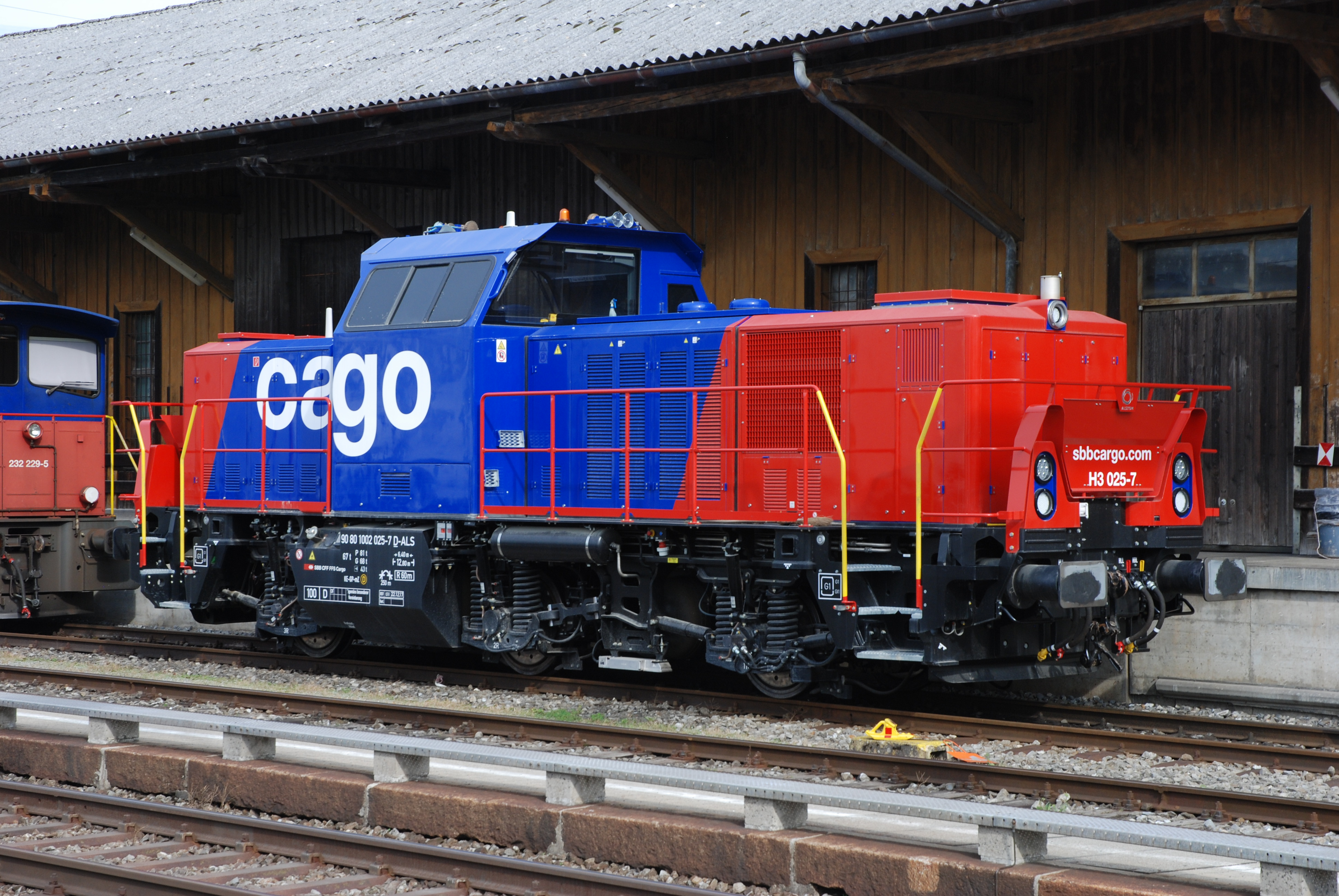
SBB Cargo 1002 025 in Wildegg
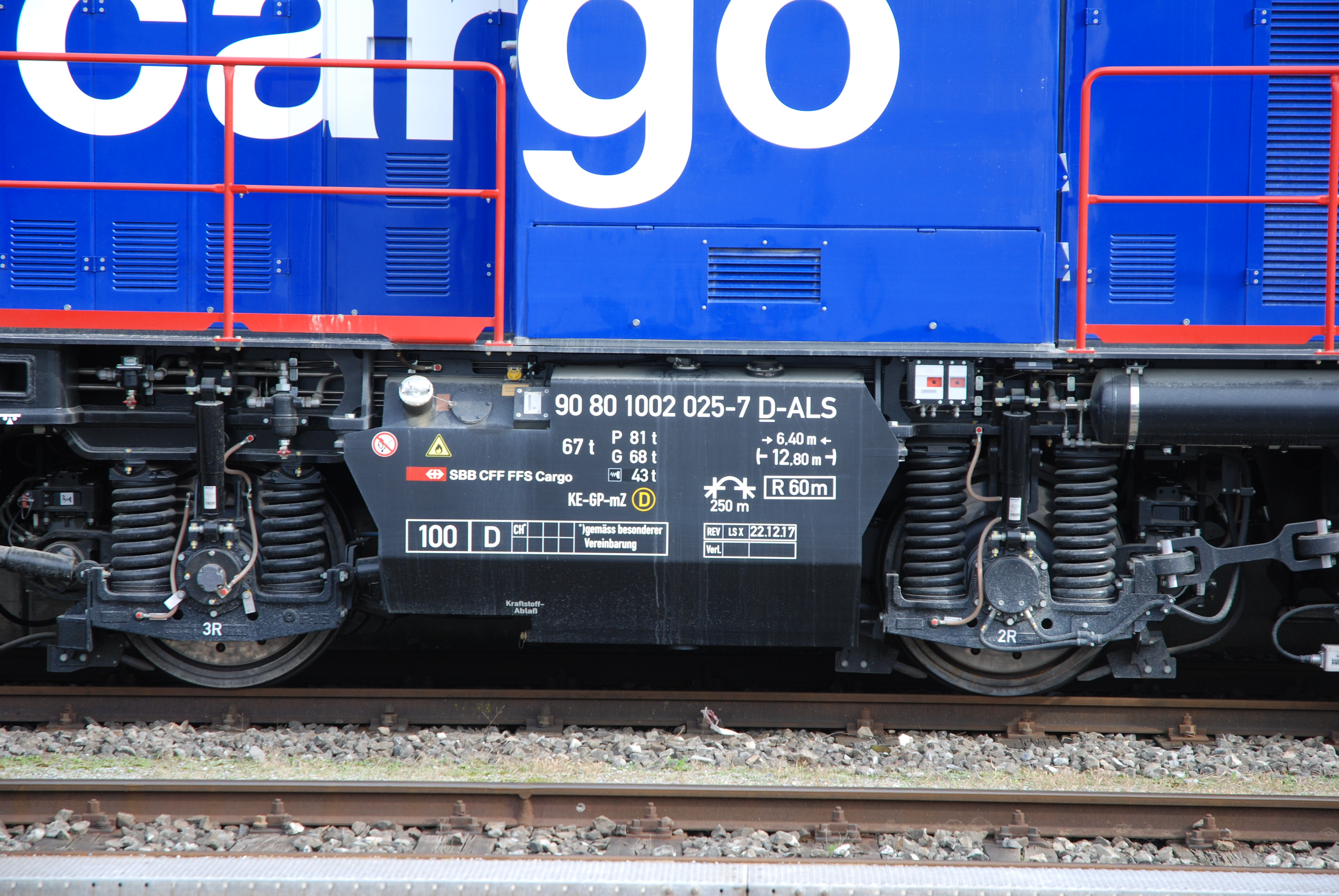
Datenfeld der SBB Cargo 1002 025
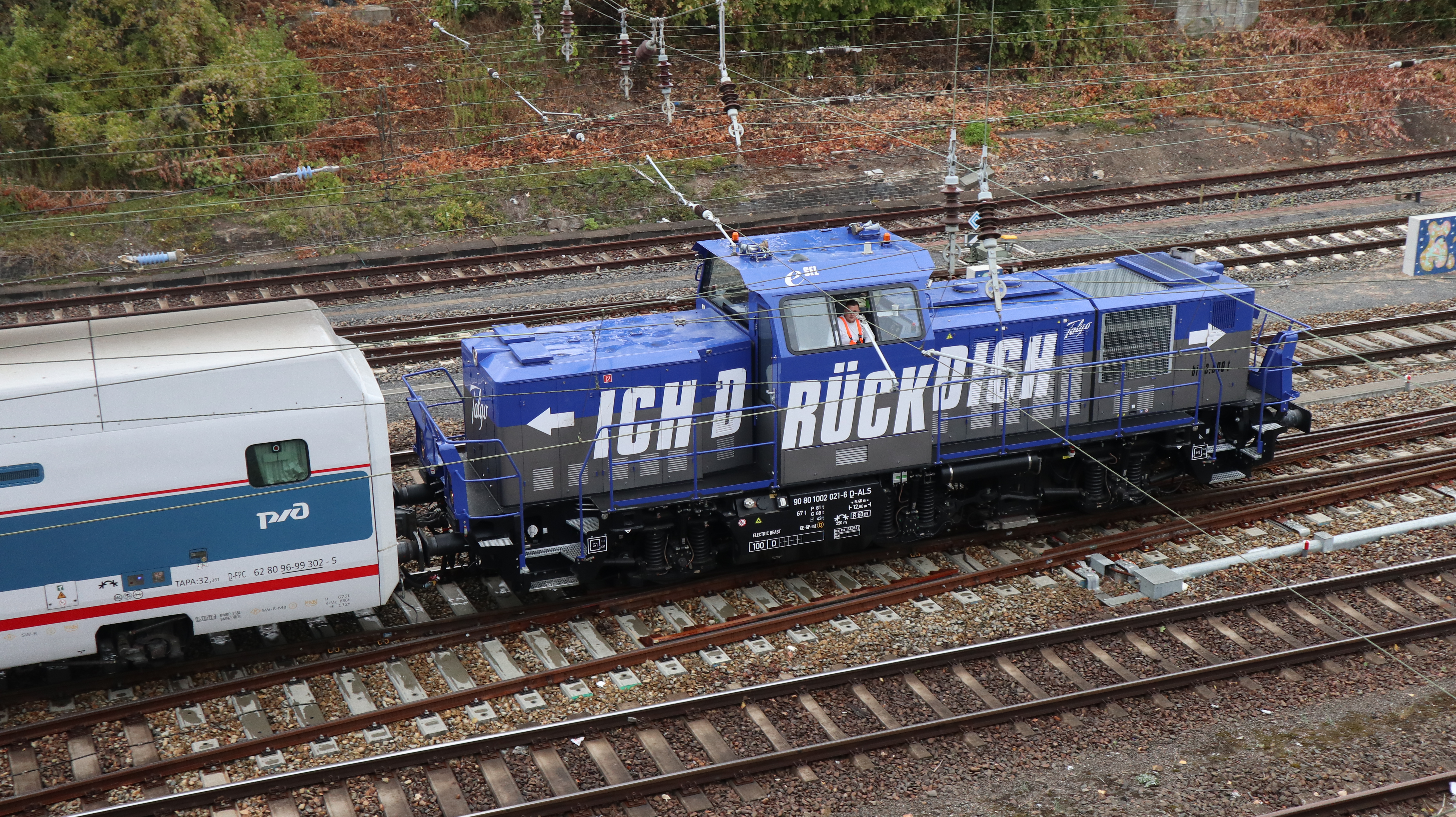
Talgo 1002 021 in Berlin-Lichtenberg